# 亚历山大·多明格斯
亚历山大·多明格斯（西班牙語：Alexander Domínguez，1987年6月5日—），厄瓜多尔男子足球运动员，司职守门员。他曾代表厄瓜多尔参加2014年和2022年国际足联世界杯，两届比赛均止步小组赛阶段。

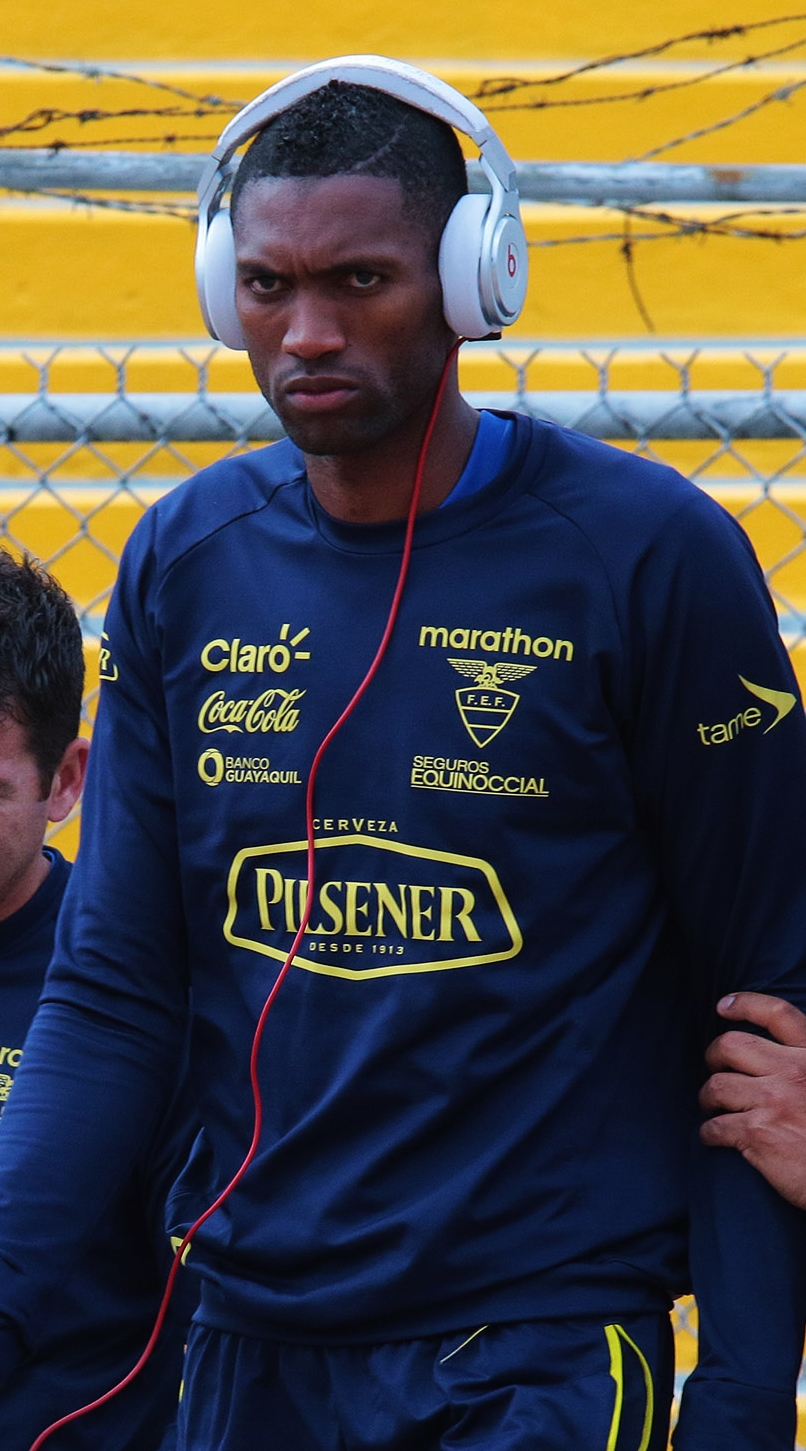
2015年